# Tokogalgi
Tokogalgi (creek, tadpole people, maleno selo Yuchi Indijanaca koje se nalazilo na rječici Kinchafoonee Creek (Kichofuni cr. kod Hodgea), pritoci rijeke Flint u jugozapadnoj Georgiji. 
Kod ranih autora naziva se i Toc-so-gul-egau (Hawkins 1799), Tohogalias (Mollova mapa iz 1730-te).